# 真菅站

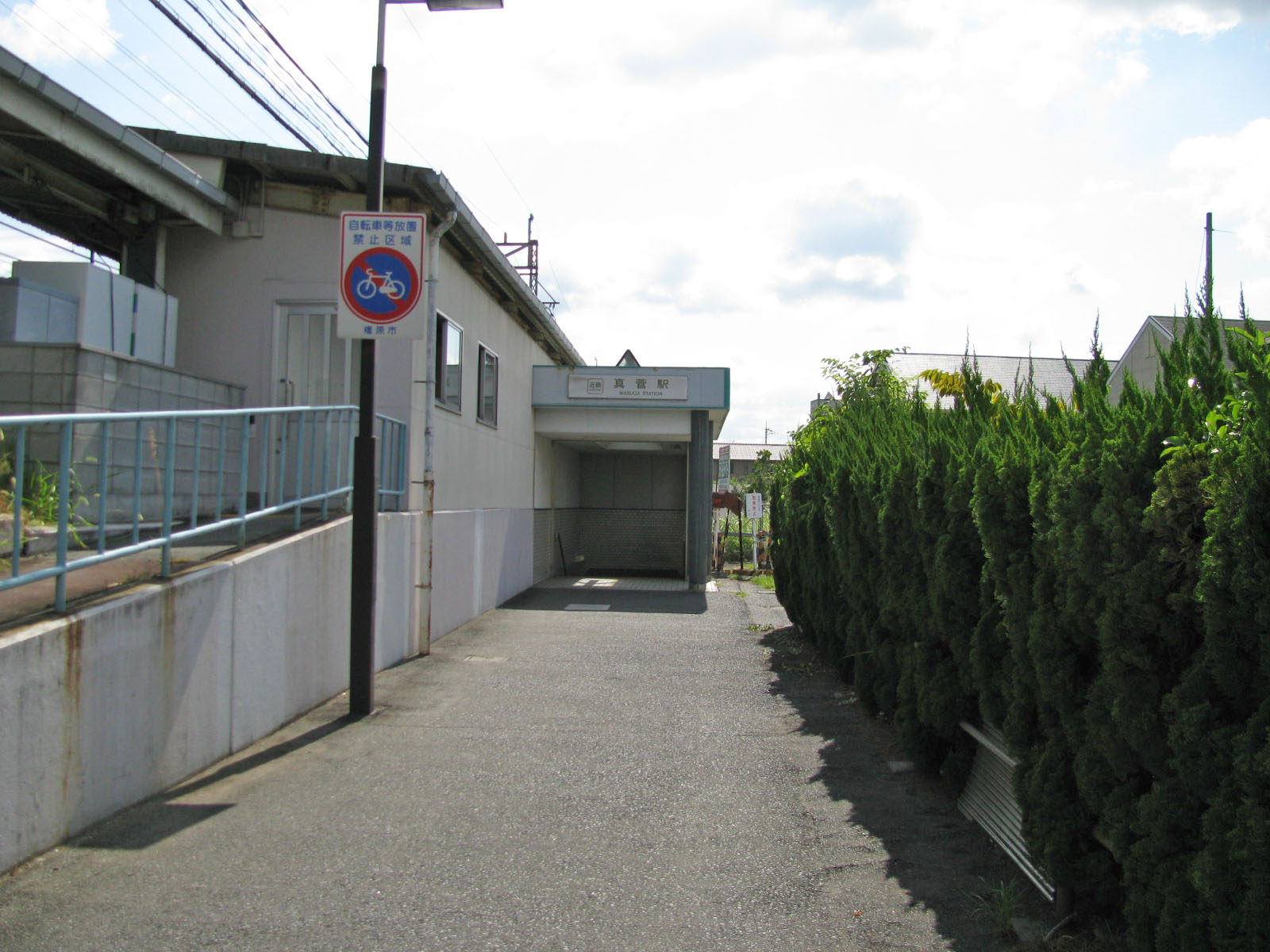
車站出入口

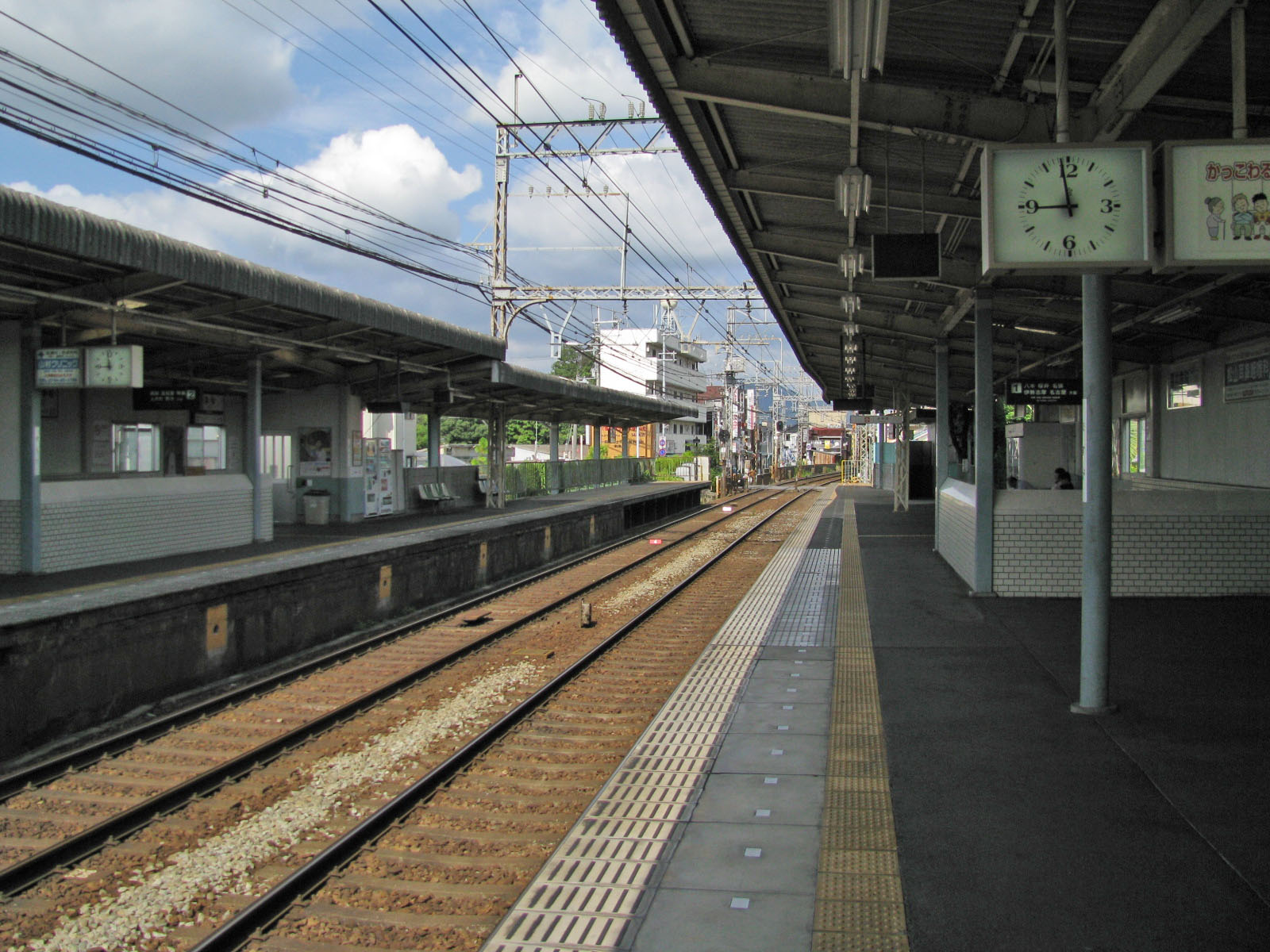
月台

真菅站（日语：／ Masuga eki */?）是位於奈良縣橿原市曾我町，近畿日本鐵道（近鐵）的大阪線車站。車站編號為「D27」。

## 歷史
- 1925年（大正14年）3月21日 - 大阪電氣軌道八木線高田站（現時為大和高田站）至八木站（現時為八木西口站）之間開通，此站啟用[2]。
- 1941年（昭和16年）3月15日 - 大阪電氣軌道與参宮急行電鐵合併，關西急行鐵道成立[2]。
- 1944年（昭和19年）6月1日 - 關西急行鐵道與南海鐵道（為南海電氣鐵道的前身）合併，成為近畿日本鐵道的車站[2]。
- 2007年（平成19年）4月1日 - 車站可以使用PiTaPa[3]。

## 車站構造
車站為地面車站，設有2面2線的相對式月台。車站大堂和閘口位於地底，月台位於地面，各月台與大堂之間設有升降機連接。月台可容納6卡車廂。車站設有南北兩方出入口，也設有男女濕廁。
此站是由大和八木站管理的有人車站。設有可使用PiTaPa、ICOCA的自動閘機和自動補票機（可支援回數卡及IC卡，以及IC卡增值功能）。

### 月台
| 月台 | 路線   | 上下行 | 方向                                                        |
| ---- | ------ | ------ | ----------------------------------------------------------- |
| 1    | 大阪線 | 下行   | 大和八木方向 伊勢志摩方向 名古屋方向                        |
| 2    | 大阪線 | 上行   | 大和高田、布施、大阪上本町方向 大阪難波、尼崎、神戶三宮方向 |

## 使用狀況
以下為近年度指定日期調查上下車人次列表。
- 2018年11月13日：5,036人
- 2015年11月10日：5,127人
- 2012年11月13日：4,869人
- 2010年11月9日：5,018人
- 2008年11月18日：5,298人
- 2005年11月8日：5,461人

以下為近年1日平均乘車人次列表。
| 年度               | 1日平均 乘車人次 |
| ------------------ | ---------------- |
| 1995年（平成7年）  | 3,090            |
| 1996年（平成8年）  | 3,050            |
| 1997年（平成9年）  | 2,904            |
| 1998年（平成10年） | 2,841            |
| 1999年（平成11年） | 2,825            |
| 2000年（平成12年） | 2,778            |
| 2001年（平成13年） | 2,697            |
| 2002年（平成14年） | 2,632            |
| 2003年（平成15年） | 2,607            |
| 2004年（平成16年） | 2,560            |
| 2005年（平成17年） | 2,533            |
| 2006年（平成18年） | 2,546            |
| 2007年（平成19年） | 2,516            |
| 2008年（平成20年） | 2,495            |
| 2009年（平成21年） | 2,451            |
| 2010年（平成22年） | 2,412            |
| 2011年（平成23年） | 2,399            |
| 2012年（平成24年） | 2,432            |
| 2013年（平成25年） | 2,496            |
| 2014年（平成26年） | 2,441            |
| 2015年（平成27年） | 2,503            |
| 2016年（平成28年） | 2,456            |
| 2017年（平成29年） | 2,457            |

## 車站周邊
- 宗我坐宗我都比古神社（日语：宗我坐宗我都比古神社）
- 橿原美容專門學校
- 南都銀行（日语：南都銀行）真菅分店
- 奈良中央信用金庫（日语：奈良中央信用金庫）真菅分店

## 相鄰車站
近畿日本鐵道
 大阪線
■快速急行、■急行
通過
■準急、■區間準急、■普通
松塚（D26）－真菅（D27）－大和八木（D39）

## 註腳
1. ↑  山本和良(2015年3月13日). “なつかしの鉄道展:近鉄駅・開業90周年 SL写真やジオラマ300点 あす、あさって−−大和高田”. 毎日新聞 (毎日新聞社)
2. 1 2 3  曾根悟（監修）. . 朝日百科週刊. 2號 近畿日本鐵道 1. 朝日新聞出版. 2010-08-22: 18–23. ISBN 978-4-02-340132-7 （日语）.
3. ↑   (pdf) (新闻稿). 近畿日本鐵道. 2007-01-30  [2016-03-09]. （原始内容存档 (PDF)于2016-08-07） （日语）.
4. ↑  駅別乗降人員 大阪線 （页面存档备份，存于）（日語） - 近畿日本鐵道
5. ↑  奈良縣統計年鑑 （页面存档备份，存于）（日語）

## 外部連結
- 真菅 - 近畿日本鐵道（日語）